# Leopold Willem Ras
Leopold Willem Ras (-1847) est un marchand, commerçant et diplomate néerlandais.
Leopold quitte l'Europe afin de travailler en Asie de l'est pour la compagnie néerlandaise des Indes orientales (ou Verenigde Oost-Indische Compagnie ou VOC en néerlandais).
Il est envoyé au Japon en tant que comptable (bookkeepr) ou magasinier. À cette époque de l'histoire du Japon, l'unique  comptoir de la VOC (ou « usine ») se trouve sur l'île de Dejima dans le port de Nagasaki sur l'île méridionale de Kyushu.
Leopold devient opperhoofd officiel ou chef négociant et officier du comptoir commercial de la VOC. Son rôle change après la mort de Gijsbert Hemmij, le fonctionnaire en chef de Dejima. En 1798, celui-ci meurt à Kanegawa près d'Edo pendant le voyage de retour à Nagasaki après une audience formelle à la cour du shogun à Edo.
Les difficultés que rencontre Ras sont exacerbées par un incendie qui détruit l'entrepôt de la VOC et d'autres bâtiments à Dejima.
En 1847, Leopold meurt aux îles Banda, qui font partie des Indes orientales néerlandaises.

## Sources
- Gourlay, Walter E. (2008). "A Camel for the Shogun: William Robert Stewart and the Deshima Connection" (abstract;paper). ASPAC 2008. Centre for Asia-Pacific Initiatives, University of Victoria University of Victoria, British Columbia
- Historiographical Institute, the University of Tokyo (東京大学史料編纂所, Tokyo daigaku shiryō hensan-jo?). (1963). Historical documents relating to Japan in foreign countries: an inventory of microfilm acquisitions in the library of the Historiographical Institute, the University of Tokyo. OCLC  450710
- Ann Janetta. (2007). The Vaccinators: Smallpox, Medical Knowledge, and the "Opening" of Japan. Stanford: Stanford University Press.  (ISBN 9780804754897 et 0804754896); OCLC 260125877
- Vialle, Cynthia and Ton Vermeulen. (1997). The Deshima Dagregisters: Their Original Tables of Contents, Vol. 10, 1790-1800. Leiden: Institute for the History of European Expansion. OCLC 634570173